# كأس التشيك 2006–07
كأس التشيك 2006–07 هو موسم من كأس التشيك. أشرف على تنظيمه اتحاد جمهورية التشيك لكرة القدم، وكان عدد الأندية المشاركة فيه 128، وفاز فيه سبارتا براغ.